# Sclareol
Sclareolul este un compus organic de tip alcool diterpenic biciclic și este regăsit în specia Salvia sclarea, de unde provine și numele. Este un compus arămiu, solid, cu miros plăcut, dulceag. Este un compus care omoară celulele leucemice umane și celulele cancerului de colon prin apoptoză.